# Grand Prix FINA de nage en eau libre 2012
Navigation
2011 2013
L'édition 2012 du Grand Prix FINA de nage en eau libre, se dispute durant les mois de janvier et août.
Les étapes répartis sur 4 continents sont au nombre de 8.

## Les étapes
| Date       | Lieu                   | Distance | Dotation |
| ---------- | ---------------------- | -------- | -------- |
| 22 janvier | Rosario                | 15 km    | 10 000 $ |
| 29 janvier | Santa Fe - Rio Corondo | 57 km    | 11 000 $ |
| 5 février  | Hernandarias - Paraná  | 88 km    | 17 000 $ |
| 26 avril   | Cancún                 | 15 km    | 20 000 $ |
| 17 juin    | Capri - Naples         | 36 km    | 20 000 $ |
| 28 juillet | Lac Saint-Jean         | 32 km    | 40 000 $ |
| 4 août     | Lac Magog              | 34 km    | 25 000 $ |
| 5 août     | Šabac                  | 19 km    | 12 000 $ |
| 19 août    | Lac d'Ohrid            | 33 km    | 25 000 $ |

## Attribution des points
À chacune des étapes du circuit 2012 du Grand Prix de nage en eaux libres, des points sont attribués suivant la grille suivante à tous les nageurs terminant la course dans le délai imparti.
| Classement | Dotation de 25 000 $ ou plus | Dotation entre 20 000 $ et 24 999 $ | Dotation de moins de 20 000 $ |
| ---------- | ---------------------------- | ----------------------------------- | ----------------------------- |
| 1          | 25                           | 20                                  | 15                            |
| 2          | 19                           | 16                                  | 11                            |
| 3          | 16                           | 14                                  | 9                             |
| 4          | 13                           | 12                                  | 7                             |
| 5          | 11                           | 10                                  | 6                             |
| 6          | 9                            | 8                                   | 5                             |
| 7          | 7                            | 6                                   | 4                             |
| 8          | 5                            | 4                                   | 3                             |
| >8         | 4                            | 3                                   | 2                             |

## Classement

### Hommes
| Place | Nom              | Nationalité       | Points |
| ----- | ---------------- | ----------------- | ------ |
| 1     | Trent Grimsey    | Australie         | 95     |
| 2     | Damián Blaum     | Argentine         | 71     |
| 3     | Andrea Volpini   | Italie            | 45     |
| 3     | Evgenij Pop Acev | Macédoine du Nord | 45     |
| 5     | Edoardo Stochino | Italie            | 37     |

### Femmes
| Place | Nom             | Nationalité | Points |
| ----- | --------------- | ----------- | ------ |
| 1     | Esther Nuñez    | Espagne     | 96     |
| 2     | Pilar Geijo     | Argentine   | 82     |
| 3     | Anna Uvarovo    | Russie      | 77     |
| 4     | Olga Kozydub    | Russie      | 52     |
| 5     | Silvie Rubarova | Tchéquie    | 51     |

## Vainqueurs par épreuve
| Étapes                 | Hommes         | Hommes             |                   | Femmes             | Femmes |
| Étapes                 | Vainqueur      | Temps              | Vainqueur         | Temps              |        |
| Rosario                | Julien Sauvage | 2 h 23 min 59 s    | Cecilia Biagioli  | 2 h 24 min 28 s    |        |
| Santa Fe - Rio Corondo | Joanes Hedel   | 8 h 36 min 38 s 67 | Anna Uvarova      | 8 h 44 min 26 s 12 |        |
| Hernandarias - Paraná  | annulé         | annulé             | annulé            | annulé             |        |
| Cancún                 | Thomas Lurz    | 2 h 59 min 55 s 51 | Jana Pechanova    | 3 h 13 min 14 s 21 |        |
| Capri - Napoli         | Trent Grimsey  | 6 h 29 min 32 s    | Esther Nunez      | 7 h 08 min 02 s    |        |
| Lac Saint-Jean         | Trent Grimsey  | 6 h 26 min 12 s 65 | Ana Marcela Cunha | 6 h 34 min 06 s 49 |        |
| Lac Magog              | Trent Grimsey  | 7 h 24 min 38 s    | Esther Nunez      | 7 h 55 min 17 s    |        |
| Šabac                  | Ivan Afanevich | 2 h 51 min 17 s 74 | Olga Kozydub      | 3 h 01 min 05 s 34 |        |
| Ohrid Lake             | Petar Stoychev | 5 h 19 min 30 s 35 | Olga Kozydub      | 5 h 33 min 41 s 66 |        |